# Hypsopanchax modestus
Hypsopanchax modestus és una espècie de peix de la família dels pecílids i de l'ordre dels ciprinodontiformes.

## Morfologia
Els mascles poden assolir els 6 cm de longitud total.

## Distribució geogràfica
Es troba a Àfrica: nord-est de la República Democràtica del Congo i oest d'Uganda.